# Іліас Венезіс
Іліас Венезіс (грец. Ηλίας Βενέζης), ім'я при народженні  Іліас Меллос (грец. Ηλίας Μέλλος; 4 березня 1904, Айвалик — 30 серпня 1973, Афіни) — грецький письменник XX століття, член Афінської академії. «Характерний представник покоління 30-х грецької літератури».

## Біографія
Венезіс народився у місті Кидонієс (Айвалик) Малої Азії 4 березня 1904 року, у сім'ї Михайла Меллоса. Прізвище Венезіс, під яким згодом він писав, належить його діду.
Перші роки свого життя Венезіс прожив у Айвалику, до початку Першої світової війни. У 1914 році, коли після гонінь, що почалися, на християнське населення Османської імперії, і, зокрема, на грецьке, поселився з матір'ю і братами в прилеглому грецькому місті Мітилена, острів Лесбос. У Мітилені він прожив до 1919 року.
Після капітуляції турків, по закінченню Першої світової війни, у травні 1919 року грецька армія, по мандату Антанти, взяла регіон під свій контроль, і Кидонієс увійшов до окупаційної зони Смірни. Мандат передавав Греції контроль регіону на 5 років (до проведення референдуму). Сім'я Венезіса повернулась на Батьківщину.

## Номер 31328
Тим часом, міжсоюзницькі антагонізми призвели до того, що Італія, а потім Франція, почали надавати підтримку туркам. Грецька армія завдала поразки кемалістам у Бою при Афьонкарахісарі-Ескішехірі, але, не вирішивши питання про долю грецького населення Іонії, не наважилася залишити Малу Азію і здійснила в 1921 році похід на Анкару, яку не змогла захопити. Як писав грецький історик Д.Фотіадіс, «тактично ми перемогли, стратегічно ми програли».
Фронт застиг на рік. У серпні 1922 року він був прорваний.
29 серпня турки увійшли в Айвалик. Все чоловіче населення було відправлене в робітничі батальйони вглиб Анатолії, де було знищене під час маршів смерті. Митрополит Григорій Кідонійский зумів отримати дозвіл на захід суден під американським прапором із сусіднього Лесбосу, під гарантії Американського Червоного хреста, щоб вивезти 20 тисяч грецького цивільного населення, що залишилося. Сам Григорій відмовився залишити свою митрополію і разом з іншими священиками був страчений 3 жовтня спаленням заживо.
Венезіс був у числі небагатьох із чоловічого цивільного населення, хто пройшов через марші смерті й вижив. Через 14 місяців маршів і каторги в «робітничих батальйонах» і після Лозаннського договору він був звільнений.
Після свого визволення, у 1923 році, Венезіс знову опинився у Мітилені. Тут він познайомився зі Стратісом Мірівілісом, котрий видавав щотижневу газету «Кампана» («Дзвін»).
Мірівіліс умовив Венезіса написати в газеті про «жахливі події, які він пережив як заручник у руках турків». У результаті, перший роман Венезіса, «Номер 31328», був уперше опублікований у газеті «Кампана» 1924 року. Однак, широко відомим у Греції роман став тільки у 1931 році, коли був виданий окремою книгою у розширеному варіанті.
У пролозі французького накладу народжений у Константинополі бельгійський академік Henri Liebrecht пише, що «Венезіс пережив книгу, перш ніж написати її» і відзначає, що, зображаючи турецькі звірства, Венезіс «представляє катів і жертв за допомогою їх дій і думок, без гніву і упередження». Венезіс повернувся до сторінок своєї книги і перевидав, як він пише, заборонену цензурою книгу, по закінченню Другої світової війни, влітку 1945 року. Письменник і історик Димитріс Фотіадіс, котрий був співробітником Венезіса по журналу «Новогрецька література», відзначає, що Венезіс  у пролозі другого накладу книги пише: «Я пережив її і знову пережив її, вперто працюючи над нею три рази, не чіпаючи її жорсткого характеру». Фотіадіс вважає, що, на жаль, це не так. «Венезіс зумів зробити прекраснішим стиль. Але понад прекрасний стиль загасив полум'я пекла. У виграші — техніка мовлення, але втрачена жорсткість оповіді». Фотіадіс закінчує свою критику побажанням (у 1983 році), щоб книга знову вийшла в першому своєму варіанті.

## Блок С
У Мітилені Венезіс працював службовцем у Банку Греції  до 1932 року, коли отримав призначення і переселився до Афін.
Венезіс відчув гоніння за свої ліві ідеї у роки диктатури генерала Метаксаса.
Венезіс був також заарештований за підпільну діяльність у роки потрійної германо-італо-болгарської окупації Греції.
Був поміщений у «Блок C» тюрми Авероф і засуджений до смертної кари. Виконання вироку було скасоване після втручання певних кіл інтелігенції.
Після війни пережите ним у «Блоці С» Венезіс виклав у однойменній театральній п'єсі.

## Еолійська земля
Наприкінці війни Венезіс знову звернувся до своєї Батьківщини, Еоліди. Після прочитання його роману «Еолійська земля», який має характер поетичної розповіді, грецький поет Ангелос Сикеліаніс писав у січні 1944 року: «Іонія не втрачена. Іонія живе. Її вікова цивілізація живе. Нам принесла її жахлива Драма Історії. Нам принесли її біженці. Нам приніс її Ти, Іліас Венезіс». Лоренс Даррелл у пролозі до англійського накладу книги пише, що «світ, який описує Еолійська земля, є дивним чином архаїчним. Він ближчий  до світу Гесіода  і Гомера, ніж до нашого, теперішнього світу».
У передмові до французького накладу Pierre Amandry писав, що Еолійська земля — це  «несамовитий Вихід всього християнства Малої Азії, яке викорінюється зі своєї землі».

## Ексодос
Роман «Ексодос» («Вихід») був написаний Венезісом після закінчення Другої світової війни. Сам Венезіс характеризує його «хронікою окупації». Дія роману обмежується першим роком окупації і в більшій своїй частині зображає безпрецедентний похід грецького населення Східної Македонії й Фракії з болгарської зони окупації у німецьку, у результаті звірств і терору з боку болгарський окупантів. Пройшовши через Центральну і Західну Македонію, Фессалію і Середню Грецію, біженці прибувають до  Афін, де зустрічаються з другим страшним явищем: голодом. Він настав після конфіскації всього продовольства у країні німецькими окупантами, у результаті чого в Афінах у зиму 1941/1942 років померли близько 200 тисяч людей.
У сербськім перекладі роман називається «Біг».

## Після війни
Після війни Венезіс брав активну участь у духовному житті країни, займаючи то пости генерального директора Національного театру, то заступника голови правління Національної опери. У 1957 році Венезіс був обраний членом Афінської академії. Водночас його праці мали великий успіх у Греції і за рубежем (переклади), неодноразово перевидавалися. В останні 3 роки свого життя (1971—1973) Венезіс був тяжко хворий. Помер 3 серпня 1973 року в Афінах  від раку гортані. Похований у Мітимні (Молівос) на острові Лесбос.

## Праці

### Романи
- Номер 31328 — Το Νούμερο 31328 (1931)
- Безтурботність — Γαλήνη (1939)
- Еолійська Земля — Αιολική Γη (1943)
- Вихід — Έξοδος (χρονικό της κατοχής, 1950)
- Океан — Ωκεανός (1956)
- Роман Чотирьох — Το Μυθιστόρημα των Τεσσάρων, написаний разом з Мірівілісом, Карагацисом, Терзакісом (1958)

### Оповідання
- Маноліс Лекас — Μανώλης Λέκας (збірник, 1927)
- Егейсько море — Αιγαίο (збірник, 1941)
- Акіф -Ακήφ (розповідь, 1944)
- Вітру — Άνεμοι (збірник, 1944)
- Година Війни -Ώρα Πολέμου (збірник, 1946)
- Переможені — Οι νικημένοι (збірник, 1954)
- Архіпелаг — Αρχιπέλαγος (збірник, 1969)

### Подорожі
- Осінь у Італії-Φθινόπωρο στην Ιταλία (подорожі, 1950)
- Американська Земля- Αμερικανική Γη (подорожі, 1955)
- Аргонавти — Αργοναύτες (хроніка, 1962)
- Ефталу — Εφταλού (розповіді, 1972)
- Мандри — Περιηγήσεις (подорожі, 1973)
- У грецький морях -Στις ελληνικές θάλασσες (розповіді, 1973)
- Мала Азія Здраствуй ! -Μικρασία Χαίρε (розповіді, 1974)

### Робота на радіо
- Кораблі й Моря -Πλοία και Θάλασσες (тексти & розповідь, 1969)
- Грецькі й іноземний мандрівники — Έλληνες και Ξένοι Περιηγητές (тексти & розповідь, 1970)

### Театр
- Блок C -Μπλοκ C (п'єса, 1963)

### Інші праці
- Архієпископ Дамаскин — Αρχιεπίσκοπος Δαμασκηνός (1952)
- Хроніка Банка Греції — Χρονικόν της Τραπέζης της Ελλάδος (1955)
- ЕммануЇл Цудерос — Εμμανουήλ Τσουδερός (1966)

## Ланки
- Ηλίας Βενέζης: Η Θεοσκέπαστη. [Архівовано 9 жовтня 2018 у Wayback Machine.]